# Millie Perkins
Millie Perkins (n. 12 mai 1938, Passaic⁠(d), New Jersey, SUA) este o actriță americană de film și televiziune, cel mai bine cunoscută pentru rolul ei de debut în film ca Anne Frank în Jurnalul Annei Frank (1959).

## Începuturile carierei
Născută în Passaic, New Jersey, Millie a crescut în Fair Lawn, New Jersey. Tatăl ei era un căpitan în marina comercială. Perkins lucra ca recepționeră la o agenție de publicitate din New York City atunci când a atras atenția unui fotograf pasager ceea ce a făcut-o să devină fotomodel; prin 1958 Perkins era un fotomodel cunoscut pe plan internațional. În 1958, ea a fost selectată să apară în primul ei film, Jurnalul Annei Frank.
Perkins nu a studiat actoria și nici nu și-a dorit să devină actriță, dar George Stevens a văzut-o într-o fotografie și pe coperțile mai multor reviste și a încercat să o convingă să citească scenariul. În cele din urmă, ea a călătorit la Hollywood pentru un test de ecran și, cu mare tam-tam, a obținut rolul Annei Frank în filmul Jurnalul Annei Frank (1959). Interpretarea lui Perkins a obținut recenzii excelente aproape universal, deși filmul a fost un eșec comercial notoriu.

### Cariera ulterioară
În 1976, Millie Perkins s-a mutat la Jacksonville, Oregon cu cele două fiice ale sale de la Robert Thom: Lillie si Hedy; în 1977 revista People a raportat că Perkins „conduce un atelier de terapie dramatică în fiecare marți noapte în camera ei de zi și de multe ori ține discursuri la grupurile de teatru din liceu din zonă”. Până în 1978 Perkins era suficient de departe de Hollywood, iar Screen Actors Guild o trecuse pe lista actrițelor inactive așa că într-un editorial din septembrie: „Ask Dick Kleiner” a răspuns la întrebarea: „Ce s-a întâmplat cu Millie Perkins?” cu „Millie Perkins a murit recent”; o scrisoare de la Perkins a determinat retractarea afirmației lui Kleiner în ianuarie 1979, deși cronicar a scris: „aproape toată lumea de la Hollywood consideră că [Perkins] a murit”.
În 1983, Perkins a revenit pentru a o interpreta pe fosta soție a lui Jon Voight în Table for Five și a fost distribuită apoi în roluri de mamă, jucând-o pe mama lui Sean Penn în filmul inspirat din realitate At Close Range, alături de Christopher Walken. Ea a interpretat-o pe mama personajului jucat de Charlie Sheen în filmul Wall Street (1987) și pe mama evreică din filmul The Chamber după romanul lui John Grisham. Ea a fost, de asemenea, distribuită ca mamă a personajului interpretat de Andy García în The Lost City (2005).

### Activitatea în televiziune
Perkins și-a făcut debutul în televiziune în 1961 ca vedetă invitată în Wagon Train. Aparițiile ei în televiziune au fost sporadice până în anii 1980 după care ea a apărut într-o varietate de spectacole de televiziune, inclusiv șapte episoade ale Knots Landing (în perioada 1983-1990) și patru episoade din Any Day Now (1998-2002). Ea a interpretat personajul Glenda Vandervere în Verdict crimă (sezonul 2, episodul 12: „Crimă doar cu programare”) (01/05/1986).

### Căsătorii
Pe 15 aprilie 1960 s-a căsătorit cu actorul Dean Stockwell. Au divorțat pe 30 iulie 1962. Ea s-a recăsătorit mai târziu cu scriitorul și regizorul Robert Thom, care a scris scenariul pentru popularul film Wild in the Streets (1968), în care ea a apărut. Perkins și Thom erau separați de câtva timp, atunci când Thom a murit în 1979.

## Filmografie

### Filme
- Jurnalul Annei Frank (1959)
- Wild in the Country (1961)
- Dulcinea (1963)
- Ensign Pulver (1964)
- The Shooting (1966)
- Ride in the Whirlwind (1966)
- Wild in the Streets (1968)
- Cockfighter (1974)
- Alias Big Cherry (1975)
- Lady Cocoa (1975)
- The Witch Who Came from the Sea (1976)
- MacBeth (film, 1981)
- The Trouble with Grandpa (scurtmetraj TV, 1981)
- A Gun in the House (film TV, 1981)
- Love in the Present Tense (film TV, 1982)
- Table for Five (1983)
- The Haunting Passions (film TV, 1983)
- License to Kill (film TV, 1984)
- Anatomy of an Illness (film TV, 1984)
- Shattered Vows (film TV, 1984)
- The Other Lover (film TV, 1985)
- At Close Range (1986)
- Jake Speed (1986)
- Penalty Phase (film TV, 1986)
- Slam Dance (1987)
- Strange Voices (film TV, 1987)
- Wall Street (1987)
- Broken Angel (film TV, 1988)
- Two Moon Junction (1988)
- Call Me Anna (film TV, 1990)
- The Pistol: The Birth of a Legend (1991)
- Murder of Innocence (film TV, 1993)
- Necronomicon (1994)
- Midnight Run for Your Life (film TV, 1994)
- Bodily Harm (1995)
- Harvest of Fire (film TV, 1996)
- The Chamber (1996)
- The Summer of Ben Tyler (film TV, 1996)
- A Woman's a Helluva Thing (film TV, 2001)
- Yesterday's Dream (2005)
- The Lost City (2005)
- Though None Go with Me (film TV, 2006)

### Televiziune
Aceasta, spre deosebire de lista completă de filme de mai sus, include doar serialele în care Perkins a avut un rol semnificativ.
- Knots Landing (1983-1990)
- A.D. (1985, miniserie TV)
- Elvis (miniserie din 1990), ca Gladys Presley
- Any Day Now (1998-2002)
- Tânăr și neliniștit (2006), ca Rebecca Kaplan